# Хунсар
Хунсар, или Хонсар (осет. Хонсар) — опустевший населённый пункт на территории Галиатского сельского поселения в Ирафском районе Республики Северная Осетия-Алания. В XXI веке — развалины.

## География
Селение было расположено на естественной возвышенности возле реки Сонгутидон.

## Достопримечательности
Объекты культурного наследия федерального значения (архитектура):
- Склеп Хуриевых, средние века
- Склеп Дзусовых, средние века
- Склеп Кулаевых, средние века

## Транспорт
Горная дорога.